# バイプレイヤーズ
『バイプレイヤーズ』は、テレビ東京とTBSスパークル（旧・ドリマックス・テレビジョン）の共同制作により、テレビ東京系列で放送されているテレビドラマのシリーズ。
第1シリーズ『バイプレイヤーズ 〜もしも6人の名脇役がシェアハウスで暮らしたら〜』（- もしもろくにんのめいわきやくがシェアハウスでくらしたら、以下【S.1】）はドラマ24枠（土曜 0:12 - 0:52〈金曜深夜〉、JST〈以下同〉）で、2017年1月14日（13日深夜）から4月1日（3月31日深夜）まで放送された。主演は遠藤憲一、大杉漣、田口トモロヲ、寺島進、松重豊、光石研の6人。メイン監督と脚本を松居大悟が務める。バイプレイ（英語：byplay）とは脇役の演技の意味。
第2シリーズ『バイプレイヤーズ 〜もしも名脇役がテレ東朝ドラで無人島生活したら〜』（- もしもめいわきやくがテレとうあさドラでむじんとうせいかつしたら、以下【S.2】）は水曜 21:54 - 22:48に、2018年2月7日から3月7日まで放送された。主演は遠藤憲一、大杉漣、田口トモロヲ、松重豊、光石研の5人。ジャスミン役の北香那も引き続きレギュラーで出演したが、寺島進は他のスケジュールとの兼ね合いで出演しなかった。
なお、放送期間中の同年2月21日に【S.2】の収録先で大杉が急死したため、本作品がテレビの連続ドラマにおける遺作になった。
第3シリーズ『バイプレイヤーズ 〜名脇役の森の100日間〜』（- めいわきやくのもりのひゃくにちかん、以下【S.3】）はドラマ24枠（土曜 0:12 - 0:55〈金曜深夜〉）で、2021年1月9日（8日深夜）から3月27日（26日深夜）まで放送された。主演は遠藤憲一、田口トモロヲ、松重豊、光石研の4人で、【S.3】放送終了後の同年4月9日からは、『バイプレイヤーズ 〜もしも100人の名脇役が映画を作ったら〜』のタイトルで映画版（以下【M】）が劇場公開された。
2020年12月23日、本作【S.1】より出演している“茉莉（ジャスミン）”による公式YouTubeチャンネル『ジャスミンちゃんねる』を開設。同年12月28日より始動。

## 概要
- 主演の6人は、2002年のある特集記事にて「日本映画界を支える俳優6人」に選ばれている[1]。6人の俳優が海外の動画サイトの大型ドラマのオファーを受け、その監督の指示でシェアハウスで3か月の同居生活を送ることになったという設定で各自が本人役として登場し、ストーリーが展開する[6]。
- 【S.1】と【S.2】では、本編に続いて「バイプレトーク」を毎回編成。当該回のエピソードをテーマに、出演者が本人の立場でトークを展開した模様を放送していた。
- 【S.2】から、“シークレットゲスト”が登場。台本には★★とだけ記載されているのみで、撮影本番までレギュラー出演者にも知らされていないため、アドリブで芝居を続ける試みが盛り込まれた。
- 2021年制作の【S.3】と【M】には、総勢で100名以上の俳優を起用している[4]。

## あらすじ

### 【S.1】もしも6人の名脇役がシェアハウスで暮らしたら
「中国の動画配信サイト“友中”が『七人の侍』のリメイク版を制作する。待遇もギャラも破格な大型プロジェクトである。主要キャストとして出演して欲しい」と6人にオファーがきた。同社のアシスタントプロデューサーを名乗るジャスミンによれば「監督は中国映画界の巨匠・張芸謀監督」「もう一人、役所広司の出演を予定しているが、他の仕事があるため本作品には後から合流する」という。また、「クランクインするまで、絆を深めるためにシェアハウスで3か月間共同生活を送ること」を出演条件として提示される。当初は戸惑うが、俳優間では絶大な信頼と尊敬を寄せられる役所の名前を出されたこともあり、6人は条件を受け入れ、大杉が所有する館山の別荘で共同生活をスタートさせた。
慣れない家事の分担や各々の仕事の話を楽しむ和やかな雰囲気のなかにも、時折、遠慮や躊躇が見え隠れする。実は彼ら6人は、10年前に『バイプレイヤーズ』という映画で共演しているが、撮影中に意見のぶつかり合いから制作を頓挫させた過去がある。そのため、未だ疑念やしこりが残っているのではないかと不安を抱えていた。
そんな中、役所本人に『七人の侍』の話は全く伝わっていないことが発覚。ジャスミンを問い詰めるが「所属事務所とは話がついている。俳優に次回作の話が伝わっていないのはよくあること」と言いくるめられ、釈然としないままだが共同生活は続行していく。

### 【S.2】もしも名脇役がテレ東朝ドラで無人島生活したら
テレビ東京が“朝の連続ドラマ（朝ドラ）『しまっこさん』”を制作することになった。主演の本田望結を取り巻く主要キャストとして、遠藤・大杉・田口・松重・光石は共演することになった。大杉の所有するクルーザーで、5人は八丈島の南東にあるロケ地の雄父ヶ島へ向かう。到着したものの、他の共演者どころかスタッフの姿が一人も見当たらない。訝しみながら島を散策するが、人が住んでいる気配は感じられず廃村された様相である。更に運悪く、島に生息している猿の悪戯によって繋留ロープが外されてクルーザーは沖に流されてしまい、出発した港に戻ることも出来なくなってしまう。スタッフや他の共演者とも連絡が取れないまま孤立無援の地でサバイバル生活を余儀なくされてしまった。遭難20日目、5人はドラマ出演者の一人、岡田将生に偶然発見される。実は無人島でなく、本来のロケ現場の島であったが、茉莉から間違った地図を渡されていたため、人が住まなくなった地域に到着していたのだった。
ようやく朝ドラの撮影現場に合流できた5人であったが、既に撮影は代役を立てて撮り進められていたため、配役を変更することになった。バイプレイヤーズの5人は主要キャストから外され、役名も付いていない端役を演じることになった。更に、宿泊施設も代役が使用することになったために空きがない。5人は島に着いてから生活の拠点としていた廃屋（以後“島ハウス”と称する）に寝泊まりすることになった。

### 【S.3】名脇役の森の100日間
舞台は、森に囲まれた大きな撮影所“バイプレウッド”。東京都心から遠く離れた富士山麓にありながら、16ヶ所のスタジオ、（時代劇専用を含む）2ヶ所のオープンセットを常設していることから、日本国内で新型コロナウイルスへの感染が拡大している2020年の夏には、映画の撮影や在京テレビ全局の番組収録が同時に進められていた。遠藤・田口・松重・光石は"オープンセットの森"で『アウトローの森』（バイプレウッド撮影所全面出資の任侠映画）の撮影に臨んでいたが、資金難のあおりを受けて撮影は停滞。さらに、局ごとにスタジオで収録されている連続ドラマの激しい視聴率争いや、各局のドラマに出演する若手・中堅・大御所俳優のぶつかり合いなどに巻き込まれていく。その一方で、遠藤はフィリピンへの憧れを募らせたあげく、現地への進出を目論む。

## キャスト
特記なき人物は、本人役。

### バイプレイヤーズ
本シリーズの主要人物。【S.3】以降は「元祖バイプレイヤーズ」と呼称される。表記は50音順。特記以外は全シリーズに出演。
【S.3】では放送上、松重→光石→田口→遠藤の順に、本編のナレーションを3話ずつ担当している。
遠藤憲一
（1961年6月28日生まれ・58歳）
眼力鋭い強面の風貌がウケているが、内面は大変繊細で心配性である。一見、物怖じしない振る舞いのように見えるが、内心は右往左往していることが多い。涙脆い一面も覗かせる。プチトマトと紅茶が苦手。片山右京のファン。
【S.1】(55)
10年前の『バイプレイヤーズ』の撮影に際しては、前出の「紅茶が苦手」な件が原因で松重が演じるはずだった役柄との交換を監督に要求、（松重も逆の要求をしていたとは知らずに）そのことをずっと負い目にしてきていた。
【S.2】
劇中劇『しまっこさん』では主人公・志麻子の叔父「遠田藤也」役の予定であったが、その役は菅田俊が演じることになり、遠藤は雄父ヶ島でスナックを営む“おじさんだけどおばさん”な島ママを演じることになった。
遭難生活を始めてすぐに、島ハウスで見つけたハムスターに「ハム恵」と名付けて自室で飼っている。
【S.3】
田口・松重・光石と共に、"バイプレウッド"で『アウトローの森』の撮影に臨んでいる。役名は「フィリピンのエンドウ」で、「暗殺の本場・フィリピンに進出した国際派の暗殺者」を演じる。第5スタジオで撮影中の連続ドラマ『わたしの番です』にも、「北島健造」（ホテルのボーイ）役で途中まで出演していた。プライベートでは妻帯者だが、妻に頭が上がらない。
『アウトローの森』の撮影が滞っている間に、フィリピンへ実際に渡航。現地での俳優デビューを目論んでいた矢先に、貴重品の一式が入ったセカンドバッグを盗まれてしまう。事の次第を国際電話で日本に連絡しようとマニラの雑貨店へ駆け込んだところ、女性店主のモニカと出会ったことがきっかけで、「国際俳優への道」と称したモニカの企みに翻弄。やがて、ジャスミンが現地に乗り込んだことをきっかけに日本へ帰国する。
大杉漣（【S.2】まで。詳細は後述）
（1951年9月27日生まれ・66歳）
メンバーの中では最年長。多趣味で多芸。現場好き・芝居好き。しばしばスタッフの手伝いもする。その温厚な性格から他の5人からリーダーのように扱われ、慕われている（が、抜けている面も多く、責められるとヘコんでしまう）。時々意味ありげな言葉を述べるが、無茶苦茶な時もある。
【S.1】(65)
6人が住んでいるシェアハウスは大杉の別荘である。温厚だが思い込みが激しいところがあり、その点を指摘されるとしょげて凹む。
10年前に撮影された映画『バイプレイヤーズ』のフィルムは大杉が預かり保管していたのだが、ある時盗難に遭ったうえに企画が竹中直人らに売られてテレビ東京に持ち込まれていたことが判明。その犯人がこの5人の中にいるのではないかと疑い、すでに頓挫していたリメイク版『七人の侍』の話を利用して5人をシェアハウスに呼び出し、家のいたる所に隠しカメラを取り付けて密かに行動を監視していた。
しかし5人の誰も犯人ではなく第4話で監視の件を打ち明けて謝罪、企画が売られたとされた件も大杉自身が酔った勢いで偶然会った竹中に台本を譲ってしまっていたのが真相だったことが第6話にて判明、そして第7話でジャスミンの正体が寺島と光石にバレてしまったことで策の全貌が露呈。激怒した5人が出て行ってしまい喧嘩別れの危機に直面。
彼らの信頼を回復するため背中で訴えようと次々と仕事を入れるが逆にオーバーワークになってしまい呆れられたうえ撮影中に過労で倒れてしまう。しかしその無理やり入れた仕事の中にトモロヲが断腸の思いで断っていた『みたらし熟女』が含まれていたことが契機となって5人が再結集、協力して大杉の穴を埋めたことで和解に至る。
【S.2】
劇中劇『しまっこさん』では島の村長「大城杉太郎」役の予定であったが、小日向文世が演じることになった。大杉は林業を生業とする島おじさん1役を演じる。
島ハウスには大杉が書いた「足ルヲ知ル」の書が飾られている。
島おじさんたちの撮影は出演者よりも早くクランプアップしたが、大杉は予算やスタッフの足りない撮影現場に残り、裏方として手助けする「恩返し」をすることにした。しかし、ドラマ最後の見せ場となる天気雨のシーンでは、懸命に工夫するものの監督の思い描く雨降りの画面に至らず悪戦苦闘する。困り果てていた時、先に帰京していたはずのバイプレイヤーズ4人が散水車と共に颯爽と登場。大杉と共に裏方に徹して現場に「恩返し」を果たした。
無事に全ての撮影が終わり、出演者・スタッフ共に打ち上げの場でドラマ最終話の完パケを見る（大杉はドラム缶風呂で長風呂をしているため打ち上げ会場にはいない）。そのエンディングで、バイプレイヤーズにお知らせが盛り込まれていた。島おじさんたちのスピンオフドラマ『もしも島おじさんが主役になったら（仮）』の制作が決定、オープニングの撮影を翌日から行うという。サプライズなニュースに大喜びする4人は、大杉を呼びに行く。その晩、大杉の楽器演奏に合わせ深夜まで祝杯をあげ、歌い、踊り、笑い合った。
翌朝、黒のスーツに身を固めた5人は二日酔いでグッタリしながらも台本片手に島ハウスの前でスタンバイしている。スタッフから撮影開始の声が掛かると大杉は「よっしゃ、じゃあ、行きますかね」と腰をあげ、5人は現場に歩き出していった。
田口トモロヲ
（1957年11月30日生まれ・62歳）
口数が少なく飄々としているように見えるが、内面には熱く滾る役者魂を抱いている。時折、突拍子もない行動に出て周囲を驚かせるなど、一言でいえばエキセントリックな性格。メンバー内ではボケ役もツッコミ役もこなす。下ネタ好きでアドリブにも取り入れる。自由を謳歌しているポジティブ人間。フィギュア好きで何体も所有しており、時に、演技のイメージトレーニングに使うこともある（一見すると人形遊びのように見えてしまう）。
【S.1】(59)
10年前の『バイプレイヤーズ』の撮影時では、役に没頭するあまり、台本には無い飛び降りのアクションをして大怪我を負ってしまう事件を起こしている。
義理堅い一面もあり、長年世話になってきた仲間が制作し、自身が出演しないと企画自体が頓挫しかねない低予算ピンク映画『みたらし熟女』への出演がスケジュールの都合上叶わなかったことを悔やんでいた。しかしそれを大杉が自身の多忙なスケジュールを割いて出演したことを知り、大杉が過労で緊急入院した際には真っ先に代役を買って出たうえ、ほかの4人にも呼び掛けて代役を分担するなど6人の再結集に一役買った。
【S.2】
劇中劇『しまっこさん』では島の議会議員「田中友樹」役の予定であったが、野間口徹が担うことになった。田口は島おじさん2・床屋店主を演じる。
第3話で、島ハウスの屋外に設置されているドラム缶風呂で入浴中に朝まで眠ってしまい風邪をひき、高熱を出してダウン。5人揃った“島おじさんたち”が成立しないため、急遽女性バイプレイヤーが集められ“島マダム”が代役として立てられた。バイプレイヤーズの5人にとっては、ただでさえ遭難騒動を起こして、ほぼモブキャラ扱いに降格している上に更に出演シーンがカットされるという痛手である。しかし島マダムからの「どうして島マダムに差し替えとなったシーンを、田口抜きの“島おじさんたち”でやらなかったのか?」という質問に、大杉は「ひとりでも欠けたくないんで。だってオレたち、仲間だからさ」と澱みなく返答した。
【S.3】
遠藤・松重・光石と共に"バイプレウッド"で『アウトローの森』の撮影に臨んでいる。役名は「マシンガンのトモロウ」で、「ピストルから1バレルの弾丸を全て一度に発射させなければ気が済まないほどの乱射狂」という設定が為されている。
『アウトローの森』には、撮影開始3年前の企画段階から、3人と共に深く関与。英語を全く喋れないことを自認しているにもかかわらず、海外の映画祭へ出向くたびに、企画書を手当たり次第に配っていた。しかし、アマゾネックス（AMAZONEX：海外の大手映像配信会社）の関係者へ企画書を渡したことが、3年後に撮影中止の危機を招いてしまう。
放送上は、ナレーションや『アウトローの森』以外のシーンにも、"バイプレウッド"で同時に撮影中のドラマに関するエピソードでたびたび顔を出している。
『アウトローの森』と並行しながら、第24スタジオで撮影中の『下北沢アルマゲドン』（MEGUMI主演の深夜ドラマ）にも出演。第6スタジオで撮影中の『大合併』（向井理主演の連続ドラマ）では、予想外の低視聴率に喘いでいることを受けて、自身が出演していないにもかかわらず助け船を出している。
朝の連続テレビ小説（朝ドラ）『べじたぶる』の撮影が第1スタジオで始まってからは、『べじたぶる』のナレーターも務めている。
『宮本武蔵』（大河ドラマ）と『刑事曲者』の撮影が始まってからは、両方の作品への同時出演で「時代劇と現代劇の二刀流」に悩む岡山天音から、役作りの相談を持ち掛けられている。
寺島進（【S.2】には出演せず）
（1963年11月12日生まれ・55歳）
歯に衣着せぬ物言いをしたり、すぐにカッとなる瞬間湯沸かし器的な性格。強気でガサツな一面が目立つが、実は大変寂しがり屋。誰よりも小心者。高所恐怖症でもある。自分の身長や体格にややコンプレックスを感じている。
【S.1】(53)
幼い子供が二人おり子煩悩。その点から子供からもファンレターを貰うほど好かれるが、その子供が自分が悪役を演じることで友達からいじめられていることを知り、悪役を辞めようかと苦悩したこともある。
その悪役演技は、同業者にもファンが多数いるほど評判が高い。
【S.3】
「"バイプレウッド"で撮影中の『アウトローの森』へ急遽参加する」という設定で、第11話に登場。『アウトローの森』への参加を通じて、遠藤・松重・田口・光石と友情を確かめ合っている。
松重豊
（1963年1月19日生まれ・56歳）
物腰が柔らかく謙虚。メンバー1の長身。周囲と穏やかな関係を望み、仕事も生真面目にコツコツと積み上げていくタイプ。温厚で世話好きな一面があり、諸先輩方との付き合いも良い。6人の中では頭ひとつ家事に長けており、さまざまな知識も豊富。得意料理は餃子で事あるごとに作っては振る舞うが、その時はストレスが溜まっている時でもある。同郷の光石とは方言で会話する。
【S.1】(53)
遠藤と「キャラが被っているため共演NG」という根も葉もない噂が世間から立てられていた。
10年前の映画『バイプレイヤーズ』の撮影に際しては自身に充てられた役柄がしっくりいかず、遠藤が演じる予定だった役柄への交換を要求したことで長年遠藤に対する負い目を抱いていた（実は遠藤も逆の要求をしていたことから役交換に至ったが、その事実を知らなかった）。
第5話では「10年前に『バイプレイヤーズ』の撮影を中止する様に監督へ詰め寄った」ことがトモロヲより語られ、大杉にフィルムを盗んだ犯人として疑われたが、実際は逆に撮影を続行するように監督を説得していたことが判明し、容疑は晴れた（この際、大杉は「少しでも疑った自分が恥ずかしい」と号泣した）。
【S.2】
劇中劇『しまっこさん』では志麻子が通う中学の校長「松家重光」役の予定であったが、森下能幸が演じることになった。松重は気の荒い漁師・島おじさん3を演じる。
一番年下で家事に長けている点から島ハウスにおける家事の一切を押し付けられる、撮影現場までの移動手段に（他のメンバーが全員自転車なのに対して）キックボードを割り当てられるなど損な役回りばかりを負う。睡眠時間もまともに確保出来ず、疲労困憊の状態が続き、肝心のドラマ撮影にも影響してしまう。失態を繰り返す自分を見る本田望結の鋭い目線に被害妄想を抱くほど冷静な判断が覚束なくなっていた。演技に集中するために島ハウスから他の出演者が宿泊しているホテルへの移動を要求するが受け入れられずフラストレーションが溜まっていた。島を訪れていた10-FEETのメンバーが急遽宿泊を希望した際にプロデューサーが二つ返事で引き受けた時には堪忍袋の緒が切れ、撮影を中断させてしまうほど激怒した。わだかまりが氷解した後はいつも通りの温厚で世話好きな松重に戻っている。
【S.3】
遠藤・田口・光石と共に、"バイプレウッド"で『アウトローの森』の撮影に臨んでいる。役名は「人斬りのマツシゲ」で、「過去に25人斬りを果たした伝説の人斬り」という設定が為されている。
『アウトローの森』には、撮影開始3年前の企画段階から、3人と共に深く関与。企画書を自ら作成したうえで、在京の民放テレビ全局に売り込んでいた。
光石研
（1961年9月26日生まれ・58歳）
人付き合いに垣根を作らず、老若男女誰とでも仲良くなれる人懐っこい性格の愛されキャラ。通称「仏の光石」。時におっちょこちょいな一面を覗かせる。相手も光石に気を許しやすいが、時々それが裏目に出て、都合に好いように利用されたり流されてしまうことがある。同郷の松重とは博多弁を用いてフランクな会話をする。なお、遠藤からは「ときどきズルい」とツッコまれている。
【S.1】(55)
10年前の映画『バイプレイヤーズ』の撮影に際しては「共演の夏川結衣に一方的に惚れてしまい、それを拒んだ夏川が降板」したことが原因で撮影中止に至ったとされていたが、実は惚れたのは夏川のほうであり、彼女を傷つけまいと思うあまりまともに取り合わなかったことが降板の真相であったことをずっと自身の胸の内だけに留めてきていた。
妻はテコンドー経験者であり、共演女優との不倫の事実を打ち明けて顔中をアザ・キズだらけにされてしまったこともある。
【S.2】
劇中劇『しまっこさん』では島の図書館々長「光井賢二」役の予定であったが、甲本雅裕が演じる。光石は島おじさん4・島に2つあるスーパーのひとつ「おじがマート」店長役に変更。
温和で滅多に声を荒らげることがないため“仏の光石”の異名をもつが、筋の通らないことや礼儀をわきまえない者に対しては毅然と意見する。ただ、興奮が過ぎると郷里の博多弁で激昂してしまうことがある。
【S.3】
遠藤・田口・松重と共に、"バイプレウッド"で『アウトローの森』の撮影に臨んでいる。役名は「情報屋のミツイシ」。
『アウトローの森』には、撮影開始3年前の企画段階から、3人と共に深く関与。企画の映画化を実現させるための手段として、「原作」に当たる小説の執筆を村外道春樹へ依頼した。その結果、日本における単行本としての発行部数歴代1位をかつて記録していた小説に似た装丁の原作本（上下2巻）を、自費出版で刊行している。

### バイプレイヤーズの関係者
茉莉（ジャスミン）
演 - 北香那
放送上は、本編の前に流れるおさらい映像（「これまでのバイプレイヤーズ」）のナレーションも担当。
【S.1】
中国の動画配信サイト・友中有限公司のアシスタントプロデューサー。日本語が堪能である。しかし、遠慮のない不躾な物言いをすることがある。6人の言動をチェックしている節があり、時折仕事場に同行することもある。野口五郎のファン。衝動買いの癖がある。
現時点では、6人と中国側との間を繋ぐ唯一の橋渡し役である。自社や張監督とメールでやり取りしている素振りは見せるものの、脚本をはじめ一向に進展しない状況に6人は訝しみ始める。
第7話で、実は大杉行きつけのアジアンパブ「ハピネス船橋」のホステスであり友中のAPというのは大杉による嘘であったこと、同時に『七人の侍』の話は共同生活の前にすでに頓挫しており共同生活自体が『バイプレイヤーズ』のフィルムを盗んだ犯人を探し出すための大杉の策略であったことが判明し大杉以外の5人はシェアハウスを出て行ってしまう。しかし大杉の過労入院を機に5人が戻ってきて以降はこれまでどおりの関係に収まっている。
最終話で、実は10年前の『バイプレイヤーズ』に出演していた子役であったことが判明（しかし大杉以外は最後までその事実に気づかなかった）。
【S.2】
大杉の付き人兼マネージャーとして働いている。
大杉に間違った地図を渡して5人が一時行方不明になる原因を作った。しかし心配はしたが取り立てて悪びれてはいない。【S.1】の頃と変わらず天真爛漫でマイペース。
【S.3】
大杉の元・マネジャーで、大杉の急逝に伴って、バイプレウッド内の食堂「さざなみ庵」で働いている。第9話以降のナレーションを控えていながら、フィリピンへ赴いたままの遠藤を日本へ連れ戻そうと、自身もフィリピンへ向かう。
ドラマを撮影中のスタジオへ顔を出しているうちに、女優の仕事に興味を持ち始めたため、「さざなみ庵」で働きながらスタジオ内のオーディションへ参加。台詞はなかったものの、『CTO』（第4スタジオで撮影中の学園ドラマ）に生徒役でデビューを果たす。さらに、『わたしの番です』に死体の役、『宮本武蔵』に左手しか写らない役で登場。『冤罪』（「テレビ東京開局57周年記念 新春ドラマスペシャル」向けに第16スタジオで撮影を開始した作品）でようやく台詞付きの役をつかんだ。自分の演技に限界を感じていたため、「じひょう（辞表）。」を遺して"バイプレウッド"から姿を消そうとするが、乗り合わせた送迎バス内での出来事がきっかけですぐにUターン。松重・田口・遠藤・光石から誘われていた『小さいおじさん』（『アウトローの森』からのスピンオフ企画として第24スタジオで撮影を予定しているインターネット配信限定ドラマ）で、女優としての再起を期す。

### ゲスト

#### 【S.1】
第1話
- 役所広司（第12話） - リメイク版「七人の侍」の主役とされたが、本人には伝わっていなかったうえ、実際は半年間ニューヨークに滞在して「12人の怒れる男」リメイク版に出演することになっていた。

第2話
- 池松壮亮（第12話）
- 荒川良々（第6話 / 写真）

第3話
- 山口紗弥加
- 滝藤賢一（第6・8話）

第4話
- 清水富美加
- 平田満

第5話
- 野村周平
- 佐藤日向

第6話
- 竹中直人
- 古舘寛治
- 眞島秀和
- 森下能幸
- 政岡泰志 - テレビ東京プロデューサー・保呂利雄三 役
- 野間口徹（写真）

第7話
- 椎名桔平
- 松村邦洋
- 篠原ゆき子 - 兄妹の母 役
- 稲垣来泉 - かえで 役
- 小山春朋 - きよし 役
- 山口祥行
- 本宮泰風

第8話
- 志田未来

第9話
- 岩松了 - 鬼屋敷監督（第11・12話）及び本人 役
- 川島海荷 - 川島海荷似の鬼屋敷の娘（第12話 / 回想）及び本人 役
- 安田顕 - 安田顕似の農家 役
- 村上淳 - 村上淳似の駐在 役
- ダンディ坂野 - ダンディ坂野似の駐在 役
- 夏川結衣（第10・12話）

第10話
- 大地洋輔

第11話
- 佐々木希（第12話）
- 岡田将生（第12話）
- 大森南朋（第12話）

第12話（最終話）
- 天海祐希

#### 【S.2】
- 井上肇 - テレビ東京のプロデューサー。「しまっこさん」の担当として東京と島を行き来している（なお【S.1】にもドラマ「相方」プロデューサーとして出演）。
- 髙橋洋 - 「しまっこさん」監督。

第1話
- 役所広司 - 「しまっこさん」出演のために島にやってきた。スタッフから行方不明の大杉たち5人を待つか代役を立てるかの相談を受け、小日向文世らを代役として立てることを提案。しかし5人が発見されて島おじさん役として合流すると事前の立場をひっくり返して「島おじさん役になっちゃっていいの!?」「僕は反対したんですけどね、代役立てるなんて」などと無責任なことを言い出したため光石にツッコまれて遠藤、大杉も加わっての猛反撃を喰らい、最後はヘリコプターの出発時間を理由にその場から逃げ出した。

第2話
- えなりかずき - 「しまっこさん」出演のために島にやってきた（シークレットゲストとして登場。初対面の松重とアドリブ芝居を続行した）。道に迷って島ハウスに到着。元・子役の本音や苦労話を吐露した。

第3話
- 平泉成 - 「しまっこさん」出演のために島にやってきた（シークレットゲストとして登場。大杉とぶっつけ本番のアドリブ芝居で撮影を続行した）。大杉とは旧知の仲。ドラム缶風呂に入るのを楽しみに島ハウスを訪れた。

第4話
- 里見浩太朗 - ロケ地となっている島に別荘を所有しており、オフを利用してやってきてはのんびりと農作業をしてリフレッシュしている。今回もバナナの収穫に勤しんでいたところ、偶然、光石が見かけて気付き、バイプレイヤーズの面々と遭遇。島ハウスを訪れて談笑していた。今回、ドラマの監督を務めるユースケが「閃いた」と、大御所である里見にモブキャラクターである「島おじさん6」での出演をオファー。その不躾な態度に対し、光石は博多弁で真っ向意見した。「島おじさん6」での出演は取り下げられたが、ユースケの「閃き」の暴走は収まらなかった。半世紀以上役者人生を送ってきたなかで、今まで経験のない獣耳も施された“被り物”を身に付け「島犬様」役を演じることになった。
- ユースケ・サンタマリア - 「しまっこさん」の話題作りのために監督を務めることになり、ロケ現場の島にやってきた。その場の思いつきで次々と演出プランを破天荒に変更しては現場を混乱させる。偶然、島ハウスに来ていた里見にも畏れ知らずな態度で急遽出演をオファーし、快諾させた。

※ 『しまっこさん』絡みのゲストは後述。

#### 【S.3】
システム
- "バイプレウッド"で撮影中の連続ドラマに出演している俳優が、基本として1話単位で登場。いずれのドラマにも過去に放送された作品をもじったタイトルを付けているほか、在京地上波テレビ局のリモコンキーIDを冠した局名（放送上の表記は「○チャン」）を、収録スタジオの番号に応じて割り当てている。

以下、放送対象地域や所在地の記載がない制作局は、民放では関東広域圏（在京キー局）、NHKでは東京（首都圏放送センター）。NHKの地域放送局は東京とは別の局として扱う。
- 「元ネタ」の作品に出演していた俳優が元ネタさながらの役柄で登場するシーンや、「元ネタ」に当たらないが実際に放送されたドラマの役柄をその作品と無関係の俳優が演じるシーンもストーリーに盛り込まれているため、本編のエンディング映像には「この物語はフィクションです。実在の人物・放送局等とはあまり関係がありません」という字幕を最後に挿入している。ちなみに、ドラマとテレビ局の組み合わせが元ネタの作品と制作局と完全に一致しているパターンは、『大合併』（第2話 - ）『しばいであそぼ』（第7話 - ）『宮本武蔵』（第9話 - ）『下北沢アルマゲドン』（第11話 - ）。
- 「（連続ドラマやスペシャルドラマを含む）12本のテレビ番組と2本の実写映画が"バイプレウッド"で同時に撮影された100日間」をテーマにストーリーを構成しているため、ゲストの一部は、劇中での出演作品に関するシーン以外にも、複数の回にわたって登場している。以下では便宜上、出演作品にまつわるエピソードをストーリーのメインテーマに据えた回を基準に記載。毎回のオープニングムービーでは、そのエピソードに登場するキャストも、『アウトローの森』への出演者と同じ衣装（黒いスーツ・黒いネクタイ・白いシャツ姿）に身を包んだ姿で紹介されている。
- 元祖バイプレイヤーズ（松重→光石→田口→遠藤）による本編ナレーションの収録シーンは、「収録回のエピソードが落着した後に、そのエピソードを関係者と振り返る」という設定で撮影されており、タイトル映像の前に組み込まれている。

第1話（ナレーター：松重豊）
7チャン『チーム7』（第7スタジオで収録。元ネタは5チャンで制作）
ハリウッド映画の撮影を終えたばかりの役所広司を主演に迎えて、3人のベテラン俳優と3人の若手俳優が脇を固めることを想定していた刑事ドラマで、毎週木曜日20時台の「木曜サスミス」枠で放送。前述した映画の撮影が遅れていることを理由に、役所が急遽降板を申し入れたことをきっかけに、「ベテランチーム」、「若手チーム」、客演の濱田岳との間で主演争いが繰り広げられる。その争いから「掟破り」の演出が取り入れられた結果、7チャン制作の連続ドラマとしては歴代最高の視聴率を記録する。
- 濱田岳 - 子役から23年以上にわたって芸能界を生き抜いている実力派俳優。年齢こそまだ「若手」の域に入っているが、"バイプレウッド"ではベテランの風格を漂わせている。『チーム7』には第1話にゲスト（犯人役）で出演する予定だったが、役所の降板をきっかけに、主演でのレギュラー定着に色気を見せ始める。
- 柄本時生 - 役者一家で育った「サラブレッド系バイプレイヤー」で、「若手チーム」のリーダー格。飾らない性格で関係者から愛されているが、後述する「ベテランチーム」 の俳優に向けて、主演争いの口火を切る。第8話の撮影期間中に、他のスタジオで撮影中の他局の連続ドラマへ出演している俳優たちと夜の「さざなみ庵」で酒を酌み交わしたところ泥酔。「さざなみ庵」に持ち込んでいた第8話の台本を紛失してしまう。
- 志田未来 - 『チーム7』のレギュラー陣唯一の女優で、「若手チーム」の1人。芝居のためなら歯も骨も抜くほどの意気込みで、20年以上にわたって芸能界の第一線を走っている。『チーム7』でも、主演争いに率先して参加。もっとも、撮影中に7チャンの大型スペシャルドラマへの出演が決まったため、『チーム7』は予定より早い放送終了を余儀なくされる。
- 杉野遥亮 - 「若手チーム」の1人でファッションモデルの出身。「若手のホープ」として期待されているが、若さ故に先輩俳優の言うことを何でも信じがちである。
- 勝村政信 - 「ベテランチーム」のリーダー格で、ポーカーフェイスの持ち主。関係者の想像の斜め上を行くような演技で、撮影現場を騒然とさせる。『アウトローの森』にも、「鉄砲玉のカツムラ」という役で出演。
- 渡辺いっけい - 「ベテランチーム」の1人で、元々は漫画家を志望。映画への初主演を果たしたばかりで、『チーム7』でも主演への意欲を燃やすあまり、大胆な演技プランを次々と打ち出している。『アウトローの森』にも「拷問のワタナベ」という役で出演しているという設定で、放送上は第3話以降にも随時登場。
- 近藤芳正 - 「ベテランチーム」の1人で、デビュー作品は『中学生日記』。「怒んないから本当のこと教えて」と言いながら、本当のことを教えられると怒りがちである。『アウトローの森』にも、「裏切りのコンドウ」という役で出演。
- 水間ロン - 撮影監督役で出演。【S.1】にも助監督の「水野」役で登場していたため、役柄上は「助監督から出世した」という設定が為されている。
- 井上肇 - 【S.1】の『相方』、【S.2】の『しまっこさん』に続いてプロデューサー役で出演。『チーム7』でも、多数のトラブルを抱えている。

第2話（ナレーター：松重豊）
6チャン『大合併』（第6スタジオで収録。元ネタも6チャンで制作）
地方銀行の合併をめぐる物語で、毎週日曜日21時台の「日曜ドラマ」枠で放送。2020年夏季（7月クール）における連続ドラマの視聴率争いで「大本命」と目されていたが、『チーム7』による予想外の高視聴率のあおりを受ける格好で、視聴率が最下位に転落した。「部外者」である田口の発案をきっかけに、バズワードになりそうな決め台詞を主演の向井理に喋らせる作戦で巻き返しを図るが、違う方向でSNS上での反響を呼んでしまう。
- 向井理 - スマートな顔立ちながら、性格は「超」が付くほどの生真面目。「向井」という苗字を名乗る割に「向かい風」には弱く、視聴率低迷の責任を一身に背負うが、撮影中のハプニングがきっかけで一躍注目の的になる。
- 大倉孝二 - 「クセのある役柄を演じたら天下一品」との風評とは裏腹に、仲間思いの一面を持つ個性派俳優。実際には『大合併』以外にも、第1話から"バイプレウッド"の随所に顔を出している。
- 小沢仁志 - どのような作品も任侠物に変えてしまうほどの風貌と声色で、向井の敵役（合併相手の銀行の交渉役）を演じている。『アウトローの森』にも、「ジャックナイフの小沢」という役で出演。
- 津田寛治 - 大作から低予算の作品まで幅広く出演。苦労人故に、かつての自分と同じような境遇の役者に手を差し伸べがちである。『大合併』には向井の同僚の銀行員、『アウトローの森』には「早撃ちのツダ」という役で出演していた。本人役としては「自分の娘や息子との関係が芳しくない」という設定で、民放全局のドラマから締め出されるリスクを承知しつつも、『大合併』の撮影中に『しばいであそぼ』（第2スタジオで収録を開始した2チャンの教育番組）の「メインキャラクターオーディション」へ強引に参加する。
- 六角精児 - 「クズ人間」を自称する曲者俳優。「何とかなる」とよく口にする割に、そうなった試しがほとんどないが、『大合併』で発した台詞がSNS上で注目される。放送上は、第6話にも登場。
- 田中瞳（テレビ東京アナウンサー） - 向井・大倉・津田が勤務する「東京セントラル銀行」のポスターモデル。元ネタにおける夏目三久の役柄に相当するが、放送上はポスターの静止画でのみ登場。

フィリピン
- メラニー (Melanie)（役名：「モニカ」） - マニラで雑貨店を営むフィリピン人女性。貴重品一式を盗まれて自分の店に駆け込んだ遠藤から「ジャパニーズアクター（日本人俳優）」と打ち明けられたことをきっかけに、遠藤の念願（フィリピンでのデビュー）の実現に手を貸し始める。日本語を少しだけ理解しているが、遠藤をはじめ、日本人を「おのれ」と呼んでいる。遠藤を独身と思い込んでいたが、遠藤を"バイプレウッド"へ連れ戻しに来たジャスミンのことを「愛人」と誤解。その誤解を解くために、遠藤が妻を日本に残していることを打ち明けたところ狼狽する。

第3話（ナレーター：松重豊）
8チャン『ドクターZ』第5シリーズ（第8スタジオで収録。元ネタは5チャンで制作）
観月ありさがドクター（女医）役で主演する医療ドラマシリーズの第5弾。「心温まる医療ドラマ」として放送されてきた第4シリーズまでとは一転して、海外ドラマのようなテイスト（救急車によるカーチェイスや患者への銃撃発砲事件など）で視聴率を稼いでいた。しかし、スパルタ海軍兵さながらの過激な演技を披露していた準主役（観月の先輩医師役）の滝藤賢一が、コンプライアンス違反を指摘する視聴者からの匿名の投書をきっかけに、広告代理店からの要望で急遽降板させられる。さらに、撮影所全体で働き方改革やハラスメントへの防止策が断行されたことによって、撮り直しやキャスト同士の衝突が発生。このような混乱が尾を引く格好で、視聴率が連続ドラマの最下位に転落する。
- 観月ありさ - 連続ドラマ連続主演のギネス世界記録を持つ一方で、「ありさの半分は優しさでできている」と呼ばれている。『ドクターZ』の第5シリーズでは、ストーリーの過激化に対する悩みと、実際の医療従事者に対する敬意の間で人知れず葛藤。遂には、誰もが思いもよらないような行動へ打って出る。
- 滝藤賢一 - ドラマに映画に引っ張りだこのバイプレイヤーだが、働き過ぎの影響で情緒不安定に陥っていることもあって、突然の降板宣告に逆上。結局は短期間で撮影に復帰したものの、復帰後も、コンプライアンスを過剰に意識した台詞やシーンの改変に振り回される。史実では、元ネタ（『ドクターX〜外科医・大門未知子〜』）の第4シリーズや、元ネタのスピンオフドラマ（『ドクターY〜外科医・加地秀樹〜』）にも出演。
- ふせえり - ベテランの看護師役で出演。「クイーン・オブ・ずけずけしたおばちゃんバイプレ」と呼ばれていて、御褒美、おまけ、撮影現場への差し入れに弱い。放送上は、第6話にも登場。
- 宍戸美和公 - ベテランの看護師役で出演。「クイーン・オブ・PTAにいそうなおばちゃんバイプレ」と呼ばれている。
- 森下能幸 -「超曲者」と評されているバイプレイヤーで、医師を演じている。細かいことを気にする性格で、口にしないと腹痛に見舞われる。『ドクターZ』の第5シリーズでは、撮影を済ませているにもかかわらず、コンプライアンスに抵触しているシーンを共演者の前で次々と指摘。放送上は、第6話にも登場する。
- 宇野祥平 - 森下の後輩で、危険を察知するだけで腹痛に見舞われるほどの心配性。医師役で出演していながら、撮影済みのシーンがコンプライアンスに抵触していることをプロデューサーに指摘した結果、第5シリーズは途中から撮り直しを余儀なくされる。
- 寺島しのぶ - 日本屈指の演技派女優で、テレビドラマにめったに出演しないが、『ドクターZ』には自身の意思で滝藤の代役として急遽出演。「滝藤が荒らした病院を『コンプライアンスファースト』の名の下に建て直す」という設定で、医局長の役を任された。自身を「姐さん」と慕う滝藤、森下、宇野と撮影現場で対立するが、結局は滝藤と同じ事情で、演技に持ち味を出せなくなってしまう。

『アウトローの森』（「オープンセットの森」で撮影）
「4つの『組織』が反目を続けたあげく、組織の構成員が『最後の1人』になるまで殺し合う」というストーリーに沿って、100名ものバイプレイヤーが登場するヤクザ映画で、監督は利重剛。出演者の一部は、撮影の合間を縫って、"バイプレウッド"で同時に収録中の連続ドラマにも登場している。撮影が始まった当初はスポンサーが付いていたが、若い世代のヤクザ映画離れなどを背景に、撮影の途中で撤退。クラウドファンディングを通じて制作費への出資を募る事態に陥っている。
- 利重剛 - 俳優としても活動しているため、映画監督としては、出資元と出演者たちの間で板挟みになりがちである。『アウトローの森』では、銃撃シーンやカーチェイスのシーンなどで、過剰なコンプライアンス意識に翻弄されている。放送上は、第1話から"バイプレウッド"の随所に登場。
- 渡辺いっけい（役名：「拷問のワタナベ」）- 『チーム7』での刑事役とは裏腹に、「健康な歯の神経を麻酔無しで抜くことが何より好き」というアウトローの役を演じている。
- 村田雄浩（役名：「鎖鎌のムラタ」）- 朴訥にして温和なオーラで愛され続けるバイプレイヤーでありながら、実際には周囲に振り回されがちである。『アウトローの森』には、「現代に生きる宍戸梅軒」との触れ込みで出演。
- 本宮泰風（役名：「喧嘩屋モトミヤ」）- 「ネオVシネマ四天王」の1人で、原田龍二の実弟。「プロレスラーを血だらけにするほど、喧嘩をさせたら芸能界で最も強い」と噂されていて、『アウトローの森』でも「タイマンでは負け知らずの元・ストリートファイター」を演じる。本人役としては「私生活では妻子と良い関係を保っているにもかかわらず、子どもたちから『そろろろ怖くないパパが見たい』と言われている」という設定で、『しばいであそぼ』の「メインキャラクターオーディション」へ参加。
- 阿部亮平（役名：「走り屋のアベ」）- アウトローの役を演じることが多い半グレ風バイプレイヤー。『アウトローの森』では、「自動車にタイヤが1輪でも付いていれば何でも乗りこなす運転のスペシャリスト」を演じる。

第4話（ナレーター：光石研）
4チャン『CTO～COOL TEACHER ONI to TSUKA～』（第4スタジオで収録。元ネタは近畿の8チャンで制作）
問題児だらけの私立高校を舞台に、長谷川京子／りょうがダブル主演扱いで「暴れん坊教師」を演じる学園ドラマ。視聴率争いで他局の連続ドラマの後塵を拝していることから、視聴率を上げようと奮闘している最中に、instagram上でのいわゆる「匂わせ投稿」をきっかけに生徒役同士の熱愛スキャンダルが週刊誌で報じられる。さらに、生徒役の金子大地が「年上の先生役の中に好きな人がいる」と話しているところを主演の2人が耳にしたことで、撮影現場にも「禁断の恋の花」が咲いてしまう。やがて、りょうと金子が「教師と生徒による禁断の恋」を演じるシーンがストーリーへ新たに盛り込まれたことによって、主演の2人は一触即発の事態に陥る。
- 長谷川京子 - 『CTO』では国語教師を演じている。クールビューティーに見えるが、実は思い込みが激しくてうっかり屋。金子による前述の発言についても、自分に向けられているものと思い込んでいる。
- りょう - 役柄上はスカジャンを羽織っていて、竹刀を手にしている。長谷川とは違うタイプのクールビューティーで、妖艶な雰囲気を漂わせているが、実は火が付いたら止められないほど熱い性格の持ち主。金子による前述の発言に舞い上がった勢いで、自分と金子で「禁断の恋」を演じることをプロデューサーに提案したあげく、ストーリーに盛り込ませてしまう。
- 金子大地 - 伸び盛りのイケメン俳優とは思えないほど、やたらと渋い趣味嗜好の持ち主にして、教師役で共演する村田の熱烈なファン。『アウトローの森』への関心も高く、クラウドファンディングサイトを通じて少額ながら制作費の一部を出資しているほか、登場人物の全身画像が踊る有料アプリを共演者に広めている。
- 村田雄浩 - 『アウトローの森』の撮影と並行しながら、ベテランの教師役で出演。自身の全身画像が踊る有料アプリを、長谷川とりょうがinstagram上の個人アカウントへの投稿画像で多用していることに気付いてから、2人に好意を持たれているものと思い込んでしまう。もっとも、アプリの多用が金子に感化された「匂わせ行為」であることまでは見抜けていない。
- 醍醐虎汰朗 - 生徒役の1人で、新進気鋭のイケメン俳優。いわゆる「愛されキャラ」の持ち主で、先輩の俳優から好かれている。放送上は、第6話にも登場。
- 安藤玉恵 - 史実では4チャンの制作で高視聴率を連発していた学園ドラマシリーズで主演を務めた女優の役柄を思わせる出で立ちで教師役を演じる個性派女優。本当はゴシップを嫌っているが、『CTO』への出演中に自身のゴシップが報じられた結果、『CTO』の視聴率が上昇に転じる。
- 石丸謙二郎 - 美声が魅力のバイプレイヤーで、安藤とは逆にゴシップが好き。週刊誌の記者と人知れず懇意にしている。村田が主演の2人から好意を持たれているものと思い込んでいることに乗じて、「長谷川・りょう・村田による三角関係の決定的瞬間」を撮影させようと、その記者を撮影所外のロケ先（学校）へ秘かに招く。放送上は、第6話にも登場。

第5話（ナレーター：光石研）
5チャン『わたしの番です』（第5スタジオで収録。元ネタは4チャンで制作）
「ホテル・キワンクエ」を舞台にサバイバルゲームさながらの「殺人ゲーム」が毎回展開される東森圭吾原作のサスペンスドラマで、毎週火曜日の23時台に放送。このようなストーリーをめぐる視聴者の考察合戦が盛り上がっていることも相まって、視聴率はひときわ高い。最新話の台本を開けるまでどの出演者も自身の扱いが分からない趣向が凝らされているが、回を追うにつれてストーリーが原作から大きくかけ離れている。出演者がこのような仕組みへ不安を募らせている最中に、主演の原田龍二が「殺されて」（降板させられて）しまったばかりか、SNSユーザーから送られる「いいね」の数が少ない出演者から「殺される」趣向が最新回の台本に追加された。このため、「生き残っている」出演者は、SNS向けのPR動画を通じてなりふり構わぬアピール合戦に突入する。
- 原田龍二（役名：「戸塚真」） - 『アウトローの森』に出演している本宮泰風の実兄。『わたしの番です』には、コンシェルジュ役で登場していたが、主役なのに早々に殺されて人間不信になりかけている。
- 佐々木希（役名：「坂下希美」）  - 常々犯人役を演じる俳優を羨ましく思っており、『わたしの番です』では「戸塚」の元・恋人で、404号室に宿泊する「殺し屋」のOL役を嬉々として演じている。
- 高杉真宙（役名：「篠崎秀樹」） - 周囲に気配りを惜しまない癒し系の若手俳優で、『わたしの番です』には、202号室に宿泊する大学生役で出演。好感度の高さゆえに、『宮本武蔵』（1チャンが2021年内の放送に向けて「時代劇向けオープンセットの森」で撮影中の大河ドラマ）への出演オファーを受けているため、内心では1日も早く「殺される」ことを望んでいる。放送上は、第6話にも登場。
- 尾美としのり（役名：「深町智則」） - 子役から芸能界を生き抜いてきただけあって、知識と打算に長けているバイプレイヤー。占いが得意で、『わたしの番です』では301号室に宿泊する占い師、『アウトローの森』では「呪術師のオミ」役を演じている。放送上は、第6話・第7話にも登場。第7話では、1チャンの『べじたぶる』（第1スタジオで撮影を始めたばかりの連続テレビ小説）からヒロインがクランクインを前に降板したことを受けて、代役に起用される女優を「焼肉占い」で予言する。
- 田中要次（役名：「魚住深夜」） - 友情を大切に生きるあまり、かえって友情に振り回される心優しき個性派俳優。『わたしの番です』では、504号室に宿泊する一方で、「戸塚」に怪しまれるサラリーマン役を演じている。高杉から「この作品にどうしても必要だから、最後まで『生き残って』欲しい」と言われたことをきっかけに、他の共演者にもまして「生き残り」へ強い執念を見せた結果、思わぬ話が舞い込む。『アウトローの森』でも、破天荒ながら正義感の強い検察官が主役の人気ドラマシリーズで演じた役を連想させる「調達屋のボパ」として出演。
- 堀内敬子（役名：「金澤楓」） - どのようなジャンルの役にも対応できるほど卓越した演技力の持ち主。マッサージが得意で、『わたしの番です』でもマッサージ師の役を演じている。
- 林泰文（役名：「畑中哲也」） - 「記録より記憶に残ること」をモットーに掲げる一方で、連続ドラマにおける「殺され役」への最多起用記録達成を秘かに狙っている。『わたしの番です』には、「金澤」と恋仲になっている料理人の役で出演していた。もっとも、設定上早々に「殺されて」スケジュールが空いたため、『大合併』への出演を目論んでいる。
- 加藤諒（役名：「田中翔」）- 小動物のような風貌で強烈な個性を放つ「大人子ども俳優」で、雰囲気の怖い人が苦手。『わたしの番です』では、「ホテル・キワンクエ」に勤務する保育士（「篠崎」の先輩・「金沢」の親友）の役を演じていた。林と同じく、設定上早々に「殺されて」スケジュールが空いたことから、『CTO』や『しばいであそぼ』への出演を目論んでいる。
- 田中瞳 - 第5スタジオで収録されたPR番組のリポーター

第6話（ナレーター：光石研）
7チャン『チーム7』
西村まさ彦の登場で面白さと評判が増したが、撮影中の第8話の台本が紛失。台本に書かれていた「真犯人は近藤光正」という極秘情報が、放送を前にインターネットへ流出した。西村は「台本が何者かに盗まれた」と推理し、第4 - 第8スタジオへ聞き込みに回る。ところが、聞き込み先のスタジオで撮影中の作品への盗作を疑うかのような発言を連発し、聞き込み相手の石丸、尾美、大倉、六角、森下を相次いで怒らせたことから、『チーム7』を降板するとともに"パイプレウッド"を去る決意をする。
- 西村まさ彦 - コミカルからシリアスまで、作品のテイストを問わず活躍しているバイプレイヤー。『チーム7』には、本名（西村雅彦）で活動していた時期に8チャンで放送された刑事ドラマシリーズで演じていた役柄を連想させるベテラン刑事役で登場している。『アウトローの森』にも「鞭打ちの好きな拷問のニシムラ」という役で出演しているが、不器用かつ生真面目なせいか、監督の利重曰く「（役柄で）鞭を持たせても『怖い』というより『変』に見える」。

第7話（ナレーター：田口トモロヲ）
2チャン（イイてれ）『しばいであそぼ』（第2スタジオで収録。元ネタも2チャンで制作）
「1チャンの常連俳優」という高畑淳子と本田博太郎が出演する児童向けの教育番組で、1チャンの『宮本武蔵』『べじたぶる』と同時に撮影をスタート。民放局の連続ドラマより遅いスタートにもかかわらず、『チーム7』『大合併』『ドクターZ』へ出演していた子役俳優が、撮影開始の直後から次々と姿を消す。消えた子役を追って津田・岡田浩暉・菅田俊が山奥へ足を踏み入れたところ、高畑と本田の不気味な姿を目にしたことから、1チャンと2チャンを運営する「国立放送協会」の恐ろしい陰謀が浮かび上がる。
- 高畑淳子 - 「あつこおねえさん」という名義で出演。バラエティ番組では明るく振る舞っているが、芝居に対しては、自分にも他人にも厳しい。『しばいであそぼ』でも共演者やオーディションへの応募者（いずれも子役俳優）にこのような姿勢で臨み続けたところ、共演中の子役全員からの出演ボイコットに見舞われたばかりか、子役の保護者からも敬遠されてしまう。そこで、窮余の一策として、子役の代わりに「しばいぬ」という着ぐるみのキャラクターを登場させることをプロデューサーに提案。「メインキャラクターオーディション」という名の下に集まった成人俳優の中から、「しばいぬの中の人」を本田との合議で選ぶ。
- 本田博太郎 - 寡黙な父親から北京原人まで演じ切ってしまう怪優で、『しばいであそぼ』には「ひろたろうおにいさん」、『アウトローの森』には「ギターの流しに扮しながら、ギターの弦で音を立てずに暗殺する」という「ギターのホンダ」として出演。役柄の衣装（黒いスーツ）で考えに耽る姿を模したフィギュアや、「小さいおじさん」という動くアプリが、女子高校生から"バイプレウッド"で撮影中の女優に至るまで大きな人気を博している。

8チャン『ドクターZ』第5シリーズ
- 岡田浩暉 - 津田を慕うイケメンバイプレイヤーで、若い頃はミュージシャンとして名を馳せた。『ドクターZ』では子どもの患者に優しく接する医師を演じているが、患者の子役が姿を消したことがきっかけで、その理由が『しばいであそぼ』の陰謀によることを知ってしまう。このような事情から、『しばいであそぼ』の「メインキャラクターオーディション」へ参加しようとする津田を、"バイプレウッド"で撮影中の民放制作ドラマ関係者を代表する格好で説得。

『アウトローの森』
- 菅田俊（役名：「鉄拳のスガタ」）- 強面ながらコミカルな役もこなせるバイプレイヤーで、『アウトローの森』では「鋼鉄のプレートを埋め込んだ拳を持つ」という設定が為されている。『チーム7』にも警察署内で2人の子どもを人質に取る役で出演しているが、人質の子役が姿を消したことがきっかけで、津田・岡田と共に『しばいであそぼ』の陰謀を知ってしまう。本人役としては「2チャンの教育番組をよく見ている孫に自慢したい」との一心で、撮影の合間に『しばいであそぼ』の「メインキャラクターオーディション」に参加。
- 宇梶剛士（役名：「修羅のウカジ」）- バイプレイヤーたちの兄貴分。厳しくも頼もしい姿勢で、なぜか「熱い漢」たちからの支持が厚い。実際には映画やドラマで「穏やかで優しい父親」を演じる機会も相次いでいるが、『アウトローの森』では「抗争が大好き」という設定が為されている。本人役としては「私生活で孫から敬遠されている」という設定で、「1チャンの番組には出たくない」と公言しているにもかかわらず、『しばいであそぼ』の「メインキャラクターオーディション」へ参加。
- 波岡一喜（役名：「銀歯のナミオカ」）- 狂気とキツめの関西弁で怖いイメージを持たれがちなバイプレイヤー。『アウトローの森』では「コンクリートを噛み砕ける顎と、弾丸を止められる歯を持つ男」を演じているが、内心では、「1チャンの大河ドラマか連続テレビ小説（朝ドラ）への出演を通じて好感度を上げたい」と願っている。当の本人は大杉の生前に『バイプレイヤーズ』への出演を約束していて、その約束を【S.3】で果たした。

第8話（ナレーター：田口トモロヲ）
1チャン『べじたぶる』（第1スタジオで収録。元ネタは大阪の1チャンで制作）
第二次世界大戦中の混乱を生き抜いた末に、戦後の日本で無農薬による野菜作りに奮闘する女性の半生を描いた朝ドラ。2021年度上半期からの放送を予定しているため、民放局の連続ドラマより遅く撮影を始めた。ところが、ヒロインの「辺下（べじた）あけみ」役への起用が内定していた女優が、クランクインを待たずに突如降板。代役の女優も公表されないままクランクインを迎えたため、他局の作品に出演中の女優たちがにわかに色めき立つ。その最中に、占いの得意な尾美が、「オミトラダムスの焼肉占い」と称して「『姉御肌』の吉田羊・『（朝ドラヒロインの）経験豊富』な芳根京子・『キュート』な本田望結・『癒し系』の富田望生の中から1人が代役に選ばれる」と予言。サバイバルゲームへ一緒に興じるほど仲の良かった4人の女優は、この予言をきっかけに、ヒロインの座をめぐって熾烈な戦いを繰り広げる。
- 芳根京子 - 史実では、神戸でアパレルメーカーを創業した女性の半生に基づく大阪制作の朝ドラでヒロインを演じた。『ドクターZ』に看護師役で出演していた最中に「辺下あけみ」の代役探しの話を聞き付けたことから、史実に沿ったヒロインとしての経験を踏まえて、『ドクターZ』そっちのけで「辺下あけみ」の役作りに入る。
- 本田望結 - 役柄上は【S.2】の『しまっこさん』で「7チャン版朝ドラ」のヒロインを経験しているが、当の本人は子役時代から「本家（1チャン版）朝ドラ」のヒロインに憧れている。『ドクターZ』に入院中の患者役で出演しているが、共演者で仲の良い芳根が「辺下あけみ」役を狙っていることを知ってから、芳根との関係が一変する。
- 吉田羊 - 『しまっこさん』で本田の母親役に扮していたほか、『ドクターZ』にも出演中。本人役としては「若手時代に『本家朝ドラ』のヒロインオーディションへ挑み続けたが、ヒロインの座を射止めるまでには至らず、『本家朝ドラ』のヒロインを諦めていた」という設定ながら、『ドクターZ』の撮影中に「辺下あけみ」の代役探しを知ってから、自分より年下の芳根・本田・富田を見守りながらも代役争いに参戦。史実では、10年以上前の朝ドラで軽妙な演技を披露したことが、今日へのブレイクのきっかけとされている。
- 富田望生 - 人気急上昇中の癒し系女優。史実では、シリーズ100作目の朝ドラに、ヒロインの高校時代の同級生役で出演していた。"バイプレウッド"には、『ドクターZ』以外のドラマの撮影で滞在。
- 小木茂光 - 一世風靡セピアの元・リーダーで、バイプレイヤーとして渋い演技が光る。『べじたぶる』には「辺下さん」（ヒロインの息子で退役軍人）役で出演。
- 升毅 - ヒロインになりそうな女優が一目で分かるほど、観察眼が鋭い。史実では、大阪制作の朝ドラ8作品へ出演。
- 池谷のぶえ - 「人の良さそうなおばさんを演じたら右に出る者がいない」と言われている。『べじたぶる』のプロデューサーからは「『姉御肌』で『経験豊富』で『キュート』な『癒し系』女優」と評価されているが、最近は足腰の調子が悪く、『べじたぶる』の撮影を前に腰痛で入院していた。「辺下あけみ」の代役争いをよそに、尾美からハンドパワーで腰を治療されたことによって撮影現場へ復帰。「長期の入院は避けられない」との予想よりはるかに早く復帰できたことを機に、代役争いが思わぬ形で決着する。
- 田口トモロヲ - 「野菜大好き」という触れ込みの下に、本編とは違う口調でナレーターを担当。

8チャン『ドクターZ』第5シリーズ
- 浜野謙太 - ファンクバンドのボーカルでありながら、俳優として多数の映画やテレビドラマに登場。『ドクターZ』でも、「インスタントラーメンの父」と妻の半生に基づく大阪制作の朝ドラでも医師に扮している。本人役としては「他人を乗せるのが得意だが、時に乗せすぎてしまう」という設定で、渡辺いっけいと一緒に、撮影の合間を縫って「オミトラダムスの焼肉占い」へ立ち会う。

1チャン『ちゃきちゃき家族』（2019年度に収録済み、元ネタは大阪の1チャンで制作）
『べじたぶる』の2作前（2020年度上半期）の朝ドラ。「ジャスミンが『さざなみ庵』内のテレビで熱心に視聴しているドラマ」という設定が為されているため、撮影のシーンは【S.3】に盛り込まれていない。
- 岸井ゆきの（役名：「ちあき」） - 『ちゃきちゃき家族』のヒロイン。史実では、「インスタントラーメンの父」と妻の半生に基づく大阪制作の朝ドラで、朝ドラ初出演ながら実年齢よりひと回り若い娘（妻の姪）役へ扮したことで一躍名を馳せた。
- 木村多江（役名：「美智子」） - 「ちあき」の母親役。史実でも、妥協も忖度も無い商品テストで知られる生活総合雑誌創刊の軌跡を辿った朝ドラで、創刊を支えたヒロインの母親役を演じていた。

第9話（ナレーター：田口トモロヲ）
1チャン『宮本武蔵』（「時代劇オープンセットの森」で収録。元ネタも1チャンで制作）
前期の主演に岡山天音・後期の主演に北村一輝を抜擢したうえで、伊武雅刀・六平直政・田中泯といった癖の強いバイプレイヤーたちが脇を固める大河ドラマ。タイトルの『宮本武蔵』については、史実や元ネタと違って「みやもとたけぞう」と読ませる。実際には、【M】を含めた『バイプレイヤーズ』シリーズとしての構成上、前期を【S.3】、後期を【M】で取り上げている。
- 岡山天音 - 確かな演技力で成長を続ける個性派の若手俳優だが、バイプレイヤーとして伸び盛りであるが故に、自分の演じるキャラクターが時折分からなくなることが玉に瑕。『宮本武蔵』のクランクインに向けた稽古中に、かつて出演していた『刑事曲者』（7チャンの2時間ドラマ）のレギュラー化を主演の前田敦子から知らされたことをきっかけに、稽古と並行しながら『刑事曲者』の収録にも参加している。『宮本武蔵』の共演者には『刑事曲者』への出演を伏せているが、どちらの作品でも癖の強い先輩俳優に振り回されている。『宮本武蔵』では、後期で主演を務める北村のワイルドでセクスィーなイメージを過剰に意識。さらに、『刑事曲者』の撮影が深夜にまで及んでいる影響で、役作りに身が入らなくなっている。
- 伊武雅刀 - 腹の内が読めない役柄を数多く演じてきた名優で、『宮本武蔵』には僧侶の役で出演。ダンディーにして自由な佇まいの持ち主で、芸能界にもファンが多いが、演技を離れても不敵な笑みを浮かべながら悪だくみに手を染めがちである。『宮本武蔵』でも、前期の主演を岡山から山崎賢人に変更させようと画策。さらに、『刑事曲者』の第1話に犯人役で客演することが決まったため、岡山の中途半端な役作りが『宮本武蔵』との「二刀流」によることを知ってしまう。
- 六平直政 - 極道から三枚目まで演じ分ける強面の怪優で、『宮本武蔵』には武将の役で出演。俳優としては自分にも他人にも厳しいが、プライベートでは多弁で優しい。
- 田中泯 - 孤高の存在感と、若手俳優が戸惑うほどの口数の少なさで異彩を放つ唯一無二の俳優。実際にはダンサーとして世界に名が知られていて、「僕はとても『バイプレイヤーズ』なんて言えない」と謙遜している。

7チャン『刑事曲者～Ditectivess Weird～』（『チーム7』に代わって第7スタジオで収録。元ネタは8チャンで制作）
前田敦子主演の2時間ドラマ（スペシャル版）として放送されていた刑事ドラマで、前述した事情から『チーム7』の放送が当初の予定より早く終了したことに伴って、「木曜サスミス」枠でのレギュラー放送が急遽決定。岡山が『宮本武蔵』の撮影と並行しながらレギュラー版への出演を決めたのは、スペシャル版に警官役で登場していたことによる。
- 岡山天音 - レギュラー版では新人刑事役で出演。スペシャル版からの共演者には、『宮本武蔵』との「二刀流」を早くから打ち明けていた。実際には『宮本武蔵』と同様に役作りがうまく行かず、結局は第1話だけで「殉職」させられてしまうが、そのシーンの撮影後に前田から意外な真相を聞かされる。
- 前田敦子 - 主演でもバイプレイヤーでも活躍。過去に所属していた会いに行けるアイドルグループで超過密スケジュールを経験していることから、グループを卒業した現在でも「多数の仕事を同時に軽々とこなす」との噂を立てられている。『刑事曲者』の撮影が始まってからは、『宮本武蔵』でも岡山と共演。
- 野間口徹 - 知性を感じさせるメガネがトレードマークのバイプレイヤー。「何を考えているのか分からない」と言われているが、実際に何も考えていないことがある。
- 渋川清彦 - 滝藤と並んで、ドラマに映画に引っ張りだこのバイプレイヤー。破天荒な佇まいとは裏腹に、演技を真面目にこなしている。『刑事曲者』の撮影と並行しながら、『アウトローの森』にも「暴走のシブカワ」という役で出演。本田と同じく、「小さいおじさん」で若い女性から人気を博している。
- 木下ほうか - 「いけず」な役柄でお茶の間の心を掴んだバイプレイヤー。素顔は気配りの利く優しい紳士だが、繊細な心遣いがこじれて「いけず」に見えることで割を食っている。大阪府大東市の出身で、かつて吉本新喜劇の座員だったことから、撮影以外のシーンでは関西弁を披露。
- 松尾貴史 -  バイプレイヤーの域にとどまらないマルチプレイヤーで、野間口と同様にメガネがトレードマーク。人当たりは穏やかながら、鋭い知性を持ち合わせているせいか、他人に対して無理難題を頻繁にぶつける。掛けるメガネを気分によって変えることから、出演した映像作品では、出演シーンがうまくつながらないことが多い。兵庫県神戸市の出身で、木下と同じく、撮影以外のシーンでは関西弁を披露。

第10話（ナレーター：遠藤憲一）
『アウトローの森』（「オープンセットの森」で撮影）
スポンサーの途中降板に加えて、クラウドファンディングによる資金調達が難航。監督の利重は、スタッフへギャランティを払えないことを理由に、スタッフの削減や撮影の中断を余儀なくされている。このような資金難を打開すべく、出演者はYouTubeへ個別にチャンネルを開設したうえで、投稿動画の視聴者から出資を募り始める。小沢が配信する『仁志小沢のTVじゃ話せねぇ話』をはじめ、強面のベテランバイプレイヤーによる動画が世間で話題に上り始めたところで、遠藤がフィリピンから日本へ帰国。さらに、これまで人気のなかった相島一之のチャンネルから配信された動画がきっかけで、資金の調達に奇跡が起こる。
- 橋本じゅん - 劇団☆新感線の看板俳優の1人で、バイプレイヤーとして、舞台作品にとどまらず映像作品でも活躍。『アウトローの森』では、「周囲3mにいる人物の鼓膜を破るほど大声のハシモト」という役で出演している。さらに、渋川と並んで「小さいおじさん」での人気が高いことを背景に、渋川と共同でYouTube上に『甘柿じゅんと渋柿清彦』というチャンネルを開設。【S.3】のオフショットには、大杉から贈られた眼鏡を掛けて登場している。
- 甲本雅裕 - 映画にドラマに欠かせない名バイプレイヤーで、かつては東京サンシャインボーイズで活躍。『アウトローの森』では、「『赤い血ではなく青い血が流れている』と言われているほど冷酷な喧嘩師」との触れ込みで、「青い心臓のコウモト」役を演じている。剣道四段で、「青い心臓コウモト」役には「『甲本雅裕のめざせ文武両道』というチャンネルをYouTube上に開設した」という設定が為されているが、実際にはしばらく竹刀を握っていない。
- 速水もこみち - シリアスな芝居もコミカルな芝居もこなせるイケメンバイプレイヤー。料理も先輩も好きだが、他人の喧嘩を見るとなぜか血が騒ぐ。『アウトローの森』では、持ち前の長身を買われて、「頭突きのハヤミ」役で出演。YouTube上に『速水もこみちのM'sバトルロワイヤル』というチャンネルを開設しているが、共演者同士の「バトルロワイヤル」（喧嘩）を写した動画を公開したところ、YouTubeの規約に抵触してしまう。
- 今野浩喜 - かつてはキングオブコメディでボケ役を担っていた名バイプレイヤーで、換気扇をひたすら眺めることが趣味。『アウトローの森』には、「痛覚がないためどのような攻撃にも立ち向かう」という「無痛のコンノ」役で出演している。
- 相島一之 - 連続ドラマから再現ドラマまで引っ張りだこのバイプレイヤーで、『アウトローの森』には、「情報を握っている人物の急所に電流を三日三晩流して絶命させる」という設定で「サイコパス相島」として出演。テンションがいつも高く、速水や今野などの後輩俳優に渋い顔をされているが、当の本人はそのことに気付いていない。他の出演者に比べて「小さいおじさん」で人気がないことに悩んでいるため、速水と今野の勧めで、「カズサック」と称してYouTubeにチャンネルを開設。悪戦苦闘の末に、過去にフィリピン国内で臨んだ長期ロケ中に身に付けたタガログ語を動画で紹介したところ、他の出演者のチャンネルを上回るアクセス件数を記録する。さらに、このロケで知り合った「ブルーズ」（フィリピン出身の俳優で現地におけるインフルエンサー）が『国際俳優への道』（モニカが遠藤のフィリピン滞在中にYouTube上で開設したチャンネル）から配信されていた動画に遠藤と写っていたことをヒントに、『国際俳優への道』とのコラボレーションによる出資者の募集動画を制作。この動画が、「ブルーズ」の知名度の高さと相まって、撮影再開への大きな追い風になる。
- Creepy Nuts（R-指定・DJ松永） - 厳密には『アウトローの森』の本編に出演していないが、『MC菅田&DJ本宮 炎のRapBattle』（菅田と本宮が共同でYouTube上に立ち上げたチャンネル）でのラップバトル動画に登場。菅田と本宮を「ラップバトルなんて1万年早い」と挑発しておきながら、「MC菅田」が繰り出す般若心経のラップへ怖じ気付いた末に逃げ出す役回りを演じている。ユニットとしては、【M】の主題歌として『Who am I』を提供。

ホラー映画『恐怖学校の怪談新聞』（第10スタジオで撮影）
元ネタは『恐怖新聞』と『学校の怪談』で、以下の俳優が、『アウトローの森』の撮影と並行しながら出演。
- 速水もこみち（役名：「貞男」）
- 相島一之
- 今野浩喜

第11話（ナレーター：遠藤憲一）
『アウトローの森』（第24スタジオでラストシーンを撮影）
相島の起こした奇跡がきっかけで制作費の確保に目途が立ったことで、自主制作映画としての撮影に向けて動き出した矢先に、（「小さいおじさん」を含めた）原作関連の権利がアマゾネックスへすべて渡っていることが発覚。同社は、『Outlaws Forest』というタイトルの映画を「オープンセットの森」で撮影することを前提に、『アウトローの森』の撮影を直ちに中止するよう申し入れる。その過程で、"Japanese Actor"（日本人の俳優）が3年ほど前に、『アウトローの森』の企画をアマゾネックスへ売り込んでいたことも判明。田口・松重・光石がアマゾネックスの担当者へ真相を確かめたところ、田口が3年前（2017年6月18日）に海外の映画祭で、英語が分からないにもかかわらず同社と交わした英文の権利売買契約書を見せられる。アマゾネックスは、「小さいおじさん」が海外でも人気を博していることへ乗じて、契約から3年後に『Outlaws Forest』の撮影をスタート。しかも、企画の買い取り料（現金40万円）を田口へ既に振り込んでいるため、契約を白紙に戻せなくなっていた。そこで、田口・松重・光石・遠藤は、「オープンセットの森」を使わずにラストシーンの撮影を再開することを利重に提案。クラウドファンディング経由での出資者が好きな画像を背景に組み込めるように、クロマキー合成対応のグリーンバックが設置されている第24スタジオで撮影の準備に入る。その最中に、"バイプレウッド"の中で期せずして寺島と再会。この再会が思わぬ事態を招く。
- 寺島進 - 『Outlaws Forest』のキャストオーディションへ合格したことをきっかけに、アマゾネックスとの間で出演契約を結んでいる。もっとも内心は、日本流の「任侠」を曲解している同社のスタッフから、右腕に「ご飯」という刺青を入れられたことに憤慨。田口・松重・光石・遠藤と"バイプレウッド"でたまたま再会したことから、アマゾネックスとの契約条項に抵触することを承知で、『アウトローの森』のラストシーンの撮影に急遽参加する。

7チャン『下北沢アルマゲドン』（第24スタジオで収録。元ネタも7チャンで制作）
MEGUMIが出演する深夜の連続ドラマで、元ネタ・【S.1】・【S.3】と同じく「ドラマ24」枠で放送。田口が、『アウトローの森』の撮影と並行しながら出演していた。クランクアップを迎えた後に、第24スタジオで『アウトローの森』のラストシーンを撮影。
- MEGUMI - グラビアアイドル出身のバイプレイヤーで、飾らない言動と包容力で業界関係者から愛されている。『下北沢アルマゲドン』については、ストーリーの設定を理解できないまま、クランクアップを間近に控えている。

最終話（ナレーター：遠藤憲一）
7チャン『冤罪』（「テレビ東京開局57周年記念新春ドラマスペシャル」として第16スタジオで収録。元ネタは6チャンで制作）
7チャン（テレビ東京）が開局57周年を迎える2021年正月の放送に向けて制作中の法廷劇で、同局制作の番組へめったに登場しない宮沢りえや、『チーム7』の撮影を終えたばかりの志田などが出演している。ジャスミンもオーディションを通じて被告の役をつかんでいたが、撮影の初日にスタジオへ遅刻したばかりか、法廷で尋問を受けるシーンでNGを連発。結局、撮影監督の独断で、撮影中に役を降ろされてしまう。さらに、この出来事がきっかけで、「大女優（宮沢）のイビリによって新人女優（ジャスミン）の役と夢が奪われた」という事実無根の記事が週刊誌に掲載される。
- 宮沢りえ  - 押しも押されもせぬ大女優でありながら、新人の俳優を見ると手を差し伸べずにはいられない。『冤罪』には弁護士の役で出演。さらに、撮影初日で降板に追い込まれた「新人女優」のジャスミンを励ますべく、「さざなみ庵」にも顔を出す。本人は、【S.3】への出演について、「フィクションとノンフィクションの間を、ゆったりと行き来しながら楽しめた」とコメント。「さざなみ庵」でのシーンでは、居合わせた松重・田口・遠藤・光石を相手に、『ぼくらの七日間戦争』（女優としてのデビュー作品にして主演を任された1988年公開の実写映画版）の撮影現場でのエピソードを披露するシーンが盛り込まれた。
- 稲葉友 - イケメンにして確かな演技力の持ち主で、業界から注目されている。その割には、「ゆう」と読ませる名前（友）を今でもよく間違えられる。
- 前野朋哉 - 「若手名脇役」の代表格で、数々の映画やドラマに登場。"バイプレウッド"でジャスミンから「もっさりしている」と言われたことに立腹している。『冤罪』にはワンシーンにだけ出演。

その他
- 竹原ピストル -  "バイプレウッド"の送迎バスの運転手役で出演。放送上は、「このバスで"バイプレウッド"から去ろうとしていた」という設定のジャスミンがバスを急に降りようとしたところで、運転席から声を掛けるシーンが盛り込まれている。

「撮影の合間に『俳優館』（バイプレウッド内の施設）へ出入りする一方で、ジャスミンから冷たくあしらわれているバイプレイヤー」という設定で、以下の俳優も出演。
- 本多力 - 京都を拠点にヨーロッパ企画で活動するかたわら、数多くの映像・舞台作品に登場する若手バイプレイヤー。ジャスミンから前野と同じく「もっさりしている」と言われたことで、傷心気味になっている。
- 玉置玲央 - 確かな演技力と強い個性を持ち合わせている人気上昇中のイケメン俳優。数多くの舞台作品に出演する一方で、最近は映像作品にも進出している。本人曰く、「『バイプレイヤーズ』は本当に思い入れの強い作品で、（自身の役で撮影に）参加できることを光栄に思う」。
- 尾上寛之 - 「朝ドラの常連」と化している実力派俳優で、玉置との親交が深い。「次世代を担うバイプレイヤー」と目されているが、"バイプレウッド"ではジャスミンに毒舌を振るわれているらしい。『バイプレイヤーズ』には【S.3】で初登場。

## スタッフ
- 脚本 - 松居大悟、ふじきみつ彦、宮本武史[8]
- 監督 - 松居大悟、横浜聡子、竹村謙太郎、守下敏行、浅野敦也、富田和成
- 音楽 - 佐藤洋介
- チーフプロデューサー - 浅野太（テレビ東京）、阿部真士（テレビ東京）
- プロデューサー - 濱谷晃一（テレビ東京）、田辺勇人（テレビ東京）、浅野敦也（ドリマックス→スパークル）
- 制作 - テレビ東京、ドリマックス・テレビジョン（S.1・S.2）、スパークル[注 19]（S.3）
- 製作著作 - 「バイプレイヤーズ」製作委員会（S.1）、「バイプレイヤーズ2018」製作委員会（S.2）、「バイプレイヤーズ2021」製作委員会（S.3）

## 主題歌
全シリーズ通して、オープニングテーマは10-FEET（BADASS / EMI Records）、エンディングテーマは竹原ピストル（SPEEDSTAR RECORDS / ビクターエンタテインメント）が担当している。いずれのシリーズでも、竹原が本編の出演者に交じってギターの弾き語りを披露した映像がエンディングに流れる。
【S.1】
- オープニングテーマ「ヒトリセカイ」  ※【S.3】でも、第11話で寺島が松重・光石・田口・遠藤と再会したシーンに使用。
- エンディングテーマ「Forever Young」
- 劇中歌「ドキドキ大好き!〜フケメン♥パラダイス〜」（作詞：松居大悟 / 作曲：遠藤浩二 / 歌：佐藤日向）※第5話で使用

【S.2】
- オープニングテーマ「Fin」 ※第2話では10-FEETの3人が本人役として登場。
- エンディングテーマ「ゴミ箱から、ブルース」

【S.3】
- オープニングテーマ「アオ」
- エンディングテーマ「今宵もかろうじて歌い切る」

## 放送日程
サブタイトルには必ず「バイプレイヤー」の文言が入る。

### 【S.1】（第1シリーズ）
| 各話   | 放送日        | サブタイトル                     | ラテ欄                                                                                                | 脚本                  | 監督       |
| ------ | ------------- | -------------------------------- | --- | --------------------- | ---------- |
| 第1話  | 2017年1月14日 | バイプレイヤーとシェアハウス     | 遠藤、大杉、田口、寺島、松重、光石が… 6人の名脇役がシェアハウスで共同生活!? 主演に役所広司!           | ふじきみつ彦          | 松居大悟   |
| 第2話  | 1月21日       | バイプレイヤーと共演NG           | 遠藤憲一と松重豊はキャラ被り共演NG!? 刑事ドラマ“相方”のW主演で大ゲンカ!                               | 宮本武史              | 松居大悟   |
| 第3話  | 1月28日       | バイプレイヤーとスキャンダル     | 不倫スキャンダル! 光石研と山口紗弥加が泥沼に… 滝藤賢一は芸能界の引退ピンチ! 文春砲から逃げろ!         | ふじきみつ彦          | 竹村謙太郎 |
| 第4話  | 2月04日       | バイプレイヤーとアクション       | 寺島進VS田口 乱闘に清水富美加もあ然…!! 命がけ“階段落ち”は最悪の結末に!? 大杉漣&松重豊の犯人捜し       | 松居大悟              | 竹村謙太郎 |
| 第5話  | 2月11日       | バイプレイヤーと撮影中止         | 野村周平と松重豊が高校生!? おじさん6人制服姿でダンス挑戦!? フケメンパラダイスは撮影中止の大ピンチ     | 松居大悟              | 松居大悟   |
| 第6話  | 2月18日       | バイプレイヤーとパクリ疑惑       | 盗作疑惑の竹中直人が逃亡!? 夜の下北沢を大追跡! 不倫で転落の滝藤賢一が涙の決意…新旧バイプレ激突!       | ふじきみつ彦          | 守下敏行   |
| 第7話  | 2月25日       | バイプレイヤーと悪役             | 寺島進が悪役引退!? 椎名桔平と北野武監督の喝で揺れる役者魂… 今日は皆さんに殺し合いをしてもらいます     | ふじきみつ彦          | 守下敏行   |
| 第8話  | 3月04日       | バイプレイヤーとキー局制覇       | 大杉漣が全局出演で過労死の危機…ついに6人の共同生活終了!? 踊る遠藤VS蹴る松重! 滝藤文春砲から復活       | 宮本武史              | 松居大悟   |
| 第9話  | 3月11日       | バイプレイヤーと監督             | 安田顕が農家転職!? 遠藤憲一が美人ママ!? 有名人そっくりだらけ謎の村潜入…失踪した監督に衝撃の真相!      | 宮本武史 ふじきみつ彦 | 横浜聡子   |
| 第10話 | 3月18日       | バイプレイヤーとマドンナ         | 夏川結衣が光石研に激ギレ!? 10年前の恋愛トラブルを涙の謝罪… 遠藤憲一と松重豊が（秘）夏川の自宅ガサ入れ | 宮本武史              | 横浜聡子   |
| 第11話 | 3月25日       | バイプレイヤーとタブー           | 岡田将生が主演に!? タブーを破った6人は芸能界追放のピンチ! 大森南朋が脅迫…金か役者魂か!? 究極選択      | ふじきみつ彦          | 松居大悟   |
| 最終話 | 4月01日       | バイプレイヤーとバイプレイヤーズ | 天海祐希に裏の顔!? 池松&岡田将生が涙… “殺すなら俺を殺せ”さよなら6人の名脇役 ラスト2分に奇跡!          | ふじきみつ彦          | 松居大悟   |

### 【S.2】（第2シリーズ）
| 各話   | 放送日        | サブタイトル                       | ラテ欄                                                         | 脚本         | 監督     |
| ------ | ------------- | ---------------------------------- | -------------------------------------------------------------- | ------------ | -------- |
| 第1話  | 2018年2月07日 | バイプレイヤー、無人島に暮らす     | 日本誇る名脇役5人夢の競演… 離島で遭難 主役級ゲスト続々!        | ふじきみつ彦 | 浅野敦也 |
| 第2話  | 2月14日       | バイプレイヤーの眠れない日常       | 朝ドラ現場が大混乱 天才子役に裏の顔…!? 松重豊を襲う悲劇!       | ふじきみつ彦 | 浅野敦也 |
| 第3話  | 2月21日       | 男バイプレイヤーと女バイプレイヤー | 吉田羊VS板谷由夏! 女優バトルで撮影中止… 名脇役も大混乱!        | 宮本武史     | 松居大悟 |
| 第4話  | 2月28日       | バイプレイヤーと大御所             | 大杉漣も困惑!? 監督ユースケ暴走でピンチ 里見浩太朗が（秘）役!? | 宮本武史     | 横浜聡子 |
| 最終話 | 3月07日       | バイプレイヤーより愛をこめて       | 大杉漣への恩返し! 撮影中止の危機救え                           | ふじきみつ彦 | 松居大悟 |

### 【S.3】（第3シリーズ）
| 各話   | 放送日        | サブタイトル                     | ラテ欄                                                         | 脚本         | 監督           |
| ------ | ------------- | -------------------------------- | -------------------------------------------------------------- | ------------ | -------------- |
| 第1話  | 2021年1月09日 | バイプレイヤーと主役争い         | 人気シリーズ第3弾 総勢100人の名脇役が本人役で大暴れ!?          | ふじきみつ彦 | 松居大悟       |
| 第2話  | 1月16日       | バイプレイヤーと決め台詞         | バズれ! 決めゼリフ 視聴率危機の向井理!? 銀行ドラマで倍返し     | ふじきみつ彦 | 松居大悟       |
| 第3話  | 1月23日       | バイプレイヤーとコンプライアンス | 放送休止!? 超過剰マル秘コンプライアンスVS.滝藤賢一! 涙の降板   | ふじきみつ彦 | 浅野敦也       |
| 第4話  | 1月30日       | 恋するバイプレイヤー             | 有名女優とイケメン生徒が不倫!? 文春砲で視聴率アップ狙え!       | ふじきみつ彦 | 浅野敦也       |
| 第5話  | 2月06日       | バイプレイヤーに明日はない!?     | いいねの数で降板!? 出演サバイバル! 次に死ぬのは私の番です      | 宮本武史     | 守下敏行       |
| 第6話  | 2月13日       | バイプレイヤーと台本流出         | テレ東パクられた!? 台本盗難で混乱… 犯人はライバル局に!?        | 宮本武史     | トミー・チャン |
| 第7話  | 2月20日       | バイプレイヤーと1チャン          | 大河&朝ドラ襲来! 裏切り!? 民放全局から消える役者たちの謎       | ふじきみつ彦 | 浅野敦也       |
| 第8話  | 2月27日       | バイプレイヤーと朝ドラヒロイン   | 朝ドラヒロイン争い 吉田羊VS芳根京子! 決め手は焼肉占い!?        | ふじきみつ彦 | トミー・チャン |
| 第9話  | 3月06日       | バイプレイヤーと先輩俳優         | 大河主演とテレ東の"ダブルブッキング" 芸能界追放の危機!?        | 宮本武史     | 守下敏行       |
| 第10話 | 3月13日       | バイプレイヤーとYoutuber         | テレビ局では話せないヤバいマル秘話!? 名脇役がユーチューバーに! | ふじきみつ彦 | 浅野敦也       |
| 第11話 | 3月20日       | バイプレイヤーvsアマゾネックス   | ハリウッドスターVS.名脇役 "あの男"がバイプレ極秘復帰!?         | 宮本武史     | 松居大悟       |
| 最終話 | 3月27日       | バイプレイヤーと新人役者         | 宮沢りえが新人女優に大激怒…!? 100人の名脇役涙の総出演!         | ふじきみつ彦 | 松居大悟       |

## 反響
- 業界内での評判が高いといわれており、「業界内視聴率30%?」の見出しで記事になったこともある[12]。本作品の主要キャストが他の仕事に赴いた先で「観ている」と声を掛けられることも多く、また俳優らからは「出演したい」と逆オファーを受けることもあったという[13]。
- 小日向文世がフジテレビのバラエティ番組『ウチくる!?』（2017年2月12日放送）にゲスト出演した際、40年来の友人であるという大杉はエピソードを語る友人のひとりとして駆け付けた。本作品の撮影中であると述べた大杉に小日向は「俺、なんで（「バイプレイヤーズ」に）呼ばれなかったか。悔しかった」と出演を切望した旨を明かした。そして小日向は2018年に開始された【S.2】で念願の出演を果たした。
- 2015年にテレビ東京で放送され、放送終了後も引き続き高い人気を誇ったテレビアニメ『おそ松さん』とコラボしたポスターが都内の主要駅に掲出された[14]。また、4月1日のエイプリールフールには、公式サイトに六つ子のパーカーを着用している主要キャストが登場、“「おそ松さん」の30年後をまさかの実写化!?”のキャプションをつけて驚かせた[15]。同年6月21日に発売される『バイプレイヤーズ』DVD&Blu-rayBOXの先着購入者スペシャルノベルティに「バイプレイヤーズ×おそ松さん」のコラボステッカーが進呈された。
- 【S.3】放送期間中の2021年3月2日にサントリースピリッツが販売を始めた缶入りノンアルコール酎ハイ「のんある晩酌　レモンサワー」では、「元祖バイプレイヤーズ」から寺島・田口・光石をイメージキャラクターに起用。3人が【S.1】さながらの雰囲気を醸し出しながら出演したCM「仲間で飲んでみた」も、テレビやサントリーのYouTube公式チャンネルで流れている。

## 大杉漣の急逝とテレビ東京の対応
【S.2】放送中の2018年2月21日に、大杉漣が急性心不全で急逝。この時点でシリーズ全話の撮影が完了していなかったため、撮影を終えていなかった回については、脚本や演出を変更するなどの措置が取られた。
- 2月20日に、千葉県富津市で撮影された【S.2】最終回のラストシーンに、大杉をはじめ主演の5人が参加。『スポニチアネックス』が当時【S.2】関連の連載記事を組んでいたことから、午後にはこの記事向けの取材を受けた[16]。
- 大杉は取材後に松重、光石、田口と会食したが、ロケ先のホテルの自室へ戻ったところで激しい腹痛に襲われたため、【S.2】関係者向けのグループLINEを通じて共演者やスタッフに体調の異変を伝えた。この通知に気付いた松重とスタッフに付き添われながら、タクシーで救急病院へ向かったものの、病院へ到着するまでに意識を失った。
- 大杉は、容体が好転しないまま翌21日の午前3時53分に搬送先の病院で息を引き取った（66歳没）。大杉の最期には、共に主演を務めていた松重・光石・遠藤・田口、ロケに同行していたテレビ東京の関係者、家族が立ち会ったという[17]。
- 大杉が逝去した2月21日は、第3話の放送日であった。第3話については、大杉の遺族、生前所属していた事務所・ザッコ、共演者からの意向を受けて予定通り放送。エンディングに、「大杉漣さんが、本日急逝されました。心よりご冥福をお祈りいたします」という追悼テロップを、およそ10秒間挿入した[18]。
- 【S.2】では2月21日・22日にも収録を予定していたが、大杉の急逝を受けて両日とも中止[19]。この時点で、第4話（同月28日放送分）については全体の3割、最終話（3月7日放送分）については3分の2に相当するシーンの撮影を残していた。
- 2月22日に、テレビ東京社長（当時）の小孫茂が定例記者会見で、【S.2】をめぐる今後の方針に言及。「代わり（の俳優）を探すとしたら作品自体を変える（必要がある）ほどの存在感をお持ちの方だったので、少なくともテレビ東京では、『この方の代わり』を探すという議論はあり得ない」と明言した。さらに、視聴者からの多数の問い合わせを受けていることを背景に、少なくとも残り2話を当初の予定に沿って放送することを編成局へ指示したことを明かしている[20]。後に、大杉の遺族、ザッコ、共演者から理解を得られたことから、2月23日に、残り2話を当初の予定通りに放送することを正式に決定。その旨を報告する一文を、【S.2】の公式サイトにも掲載した。同日より、残ったシーンの撮影を再開。大杉の生前に撮影された最終回のラストシーンを基に、脚本の一部を変更した[19]。
- 最終回のサブタイトルは、「大杉漣さんありがとう! バイプレイヤーより愛を込めて」。オフショットやスマートフォンで撮影されたプライベートムービーに映る大杉の姿も、作品に取り込まれた。また、スピンオフドラマのオープニング撮影に臨むシーン（大杉の急逝直前に撮影されたシーン）をラストシーンに採用。放送上は、スタッフからのスタンバイの呼び掛けに対する「よっしゃ、じゃあ、行きますかね」という一言が、大杉の生前最後のセリフになった[21]。このシーンの後には、エンディング画像、「このドラマはフィクションです。ありがとうございました!また、会う日まで。」というテロップに続いて、松重、田口、遠藤、光石が海に向かって「漣さん、ありがとう!」と叫ぶ後ろ姿の映像を組み込んでいた[22]。

## 受賞
- 第92回ザテレビジョンドラマアカデミー賞 ザテレビジョン賞（「名俳優たちのギャップ萌え」に対し）[23]
- 第33回ATP賞テレビグランプリ ドラマ部門優秀賞[24]
- 東京ドラマアウォード2017作品賞<連続ドラマ部門> 優秀賞[25]
- 第96回ザテレビジョンドラマアカデミー賞 ザテレビジョン特別賞（バイプレイヤーズチームに対し）[26]

## ネット局

### 第2シリーズ
| 放送対象地域   | 放送局                | 系列           | 放送日時                                                    | 備考       |
| -------------- | --------------------- | -------------- | ----------------------------------------------------------- | ---------- |
| 関東広域圏     | テレビ東京（TX）      | テレビ東京系列 | 水曜 21:54 - 22:48                                          | 制作局     |
| 北海道         | テレビ北海道（TVh）   | テレビ東京系列 | 水曜 21:54 - 22:48                                          | 同時ネット |
| 愛知県         | テレビ愛知（TVA）     | テレビ東京系列 | 水曜 21:54 - 22:48                                          | 同時ネット |
| 大阪府         | テレビ大阪（TVO）     | テレビ東京系列 | 水曜 21:54 - 22:48                                          | 同時ネット |
| 岡山県・香川県 | テレビせとうち（TSC） | テレビ東京系列 | 水曜 21:54 - 22:48                                          | 同時ネット |
| 福岡県         | TVQ九州放送（TVQ）    | テレビ東京系列 | 水曜 21:54 - 22:48                                          | 同時ネット |
| 岐阜県         | 岐阜放送（GBS）       | 独立局         | 水曜 21:54 - 22:48                                          | 同時ネット |
| 滋賀県         | びわ湖放送（BBC）     | 独立局         | 水曜 21:54 - 22:48                                          | 同時ネット |
| 奈良県         | 奈良テレビ（TVN）     | 独立局         | 水曜 21:54 - 22:48                                          | 同時ネット |
| 和歌山県       | テレビ和歌山（WTV）   | 独立局         | 水曜 21:54 - 22:48                                          | 同時ネット |
| 宮城県         | 仙台放送（OX）        | フジテレビ系列 | 日曜 2:00 - 2:54 （土曜深夜）                               | 遅れネット |
| 富山県         | 富山テレビ（BBT）     | フジテレビ系列 | 月曜 1:25 - 1:55（日曜深夜） ↓ 月曜 1:25 - 2:25（日曜深夜） | 遅れネット |
| 鹿児島県       | 鹿児島テレビ（KTS）   | フジテレビ系列 | 木曜 0:30 - 1:25 （水曜深夜）                               | 遅れネット |
| 沖縄県         | 沖縄テレビ（OTV）     | フジテレビ系列 | 月曜 0:58 - 1:55 （日曜深夜）                               | 遅れネット |
| 岩手県         | IBC岩手放送（IBC）    | TBS系列        | 木曜 0:58 - 1:53 （水曜深夜）                               | 遅れネット |
| 静岡県         | 静岡放送（SBS）       | TBS系列        | [ 注 22 ]                                                   | 遅れネット |
| 長崎県         | 長崎放送（NBC）       | TBS系列        | 土曜 0:20 - 1:15 （金曜深夜）                               | 遅れネット |
| 宮崎県         | 宮崎放送（MRT）       | TBS系列        | 金曜 15:55 - 16:50                                          | 遅れネット |
| 福島県         | 福島中央テレビ（FCT） | 日本テレビ系列 | 日曜 12:45 - 13:45                                          | 遅れネット |
| 新潟県         | テレビ新潟（TeNY）    | 日本テレビ系列 | [ 注 23 ]                                                   | 遅れネット |
| 広島県         | 広島テレビ（HTV）     | 日本テレビ系列 | 金曜 2:04 - 2:59 （木曜深夜）                               | 遅れネット |

## 劇中劇『しまっこさん』
『しまっこさん』は、テレビ東京の「朝の連続ドラマ」（朝ドラ）として制作された作品という設定で、【S.2】の劇中に登場する架空のテレビドラマ。
劇中に登場する架空のドラマにもかかわらず【S.2】本編とは別にウェブページの立ち上げと架空の予告動画の公開が実施されており、それらには実際の放送はないことが明示されている。なお同様の手法は、後に『共演NG』の劇中ドラマ『殺したいほど愛してる』でも執られた。

### あらすじ（しまっこさん）
ある南の海の離れ島「雄父ヶ島」に都会から母親とともに移り住んできた少女・志麻子は最初は都会とかけ離れた環境に戸惑うも、やがて島の精霊「しまっこ」が見える事に気付き、彼らと交流を深める。そして過疎化が進む島をどうにかしようと奔走するようになり、古い習慣に染まった島の大人たちすらも、徐々に変えていく。

### 主要人物（しまっこさん）
※ バイプレーヤーズの5人が演じている役については上記に簡易記載。
花崎志麻子
演 - 本田望結
ドラマの主人公ヒロイン。中学生。母と東京で生活をしていたが、ある事情から雄父ヶ島に移住してきた。
雄父ヶ島を守る“志麻神社”の巫女の末裔。島神様に認められ、精霊である“しまっこ”や島に宿る神々を見ることが出来るようになる。
大人に対しても物怖じせずに意見する勝気な面がある。
花崎礼子 / 礼子の精霊
演 - 吉田羊
志麻子の母親。もともと雄父ヶ島の出身で、若い頃は島の神社『志麻神社』の巫女をしていた。以前は“しまっこ”が見えていたが、その力は娘に受け継がれ、現在は見ることが出来ない。島の歴史や神々のことを志麻子に伝え、説いている。
天寿を全うし、島の精霊の一人として迎えられた礼子。今後も島と子供たちの成長を見守っていく。
岡山太郎
演 - 岡田将生
島の中学校教師。志麻子のクラス担任として生徒たちを暖かく指導する。「イケメン」であるが鈍臭い。
大城杉太郎
演 - 小日向文世
雄父ヶ島の雄父ヶ村村長。島に伝わる言い伝えなどを伝承する役割を担っており、伝統を重んじる頑なな性格。
遠田藤也
演 - 菅田俊
志麻神社の宮司。礼子の兄であり、志麻子の叔父。“しまっこ”を見ることは出来ない。
田中友樹
演 - 野間口徹
村議会議員。また島の教育委員会の長でもある。島の古めかしい考えを利用して、自身に利益をもたらすことを画策している。
松家重光
演 - 森下能幸
島の学校の校長。志麻子の亡き父親の親友。礼子と志麻子のことをいつも気遣っている。
光井賢二
演 - 甲本雅裕
村の図書館の館長で志麻子の母・礼子の元恋人。
アンナ
演 - 寺島しのぶ
祈祷師。不可思議な能力を有する志麻子を悪霊扱いして、島から出ていくよう促した。しかし実はアンナ自身が悪霊に取り憑かれていた。
猿山源
演 - でんでん
島の神社の宮大工。最近島に度々起きる災いを花咲母子のせいだとなじる島民の声に最初は賛同していたが、懸命にしまっこの言葉を伝えようとする志麻子に絆され、少しずつ心を開いていく。
鰐口房子
演 - 板谷由夏
雄父ヶ島の婦人会会長。礼子を“島の裏切り者”と考えており、対立している。
島マダム1
演 - 戸田菜穂
島の総菜店を営む。
島マダム2
演 - 峯村リエ
島の農家。
島マダム3
演 - ふせえり
島の漁業者。
島マダム4
演 - 馬渕英里何
島の食堂を営む。
島マダム5
演 - 大島蓉子
島の林業従事者。
島神様
演 - 役所広司
雄父ヶ島の神様。巫女の血をひく者だけが見ることが出来ると言われている。
しまっこ
演 - えなりかずき
島の精霊。座敷童子のような容貌をしている。善行を積む者のもとに現れ、幸せをもたらすと言われている。
島爺（しまじい）
演 - 平泉成
座敷童のように現れる島の老翁の神様。島神よりも年嵩だが、気まぐれで何をしでかすかわからない飄々とした神様。時には、島民に幸せを運んできてくれる。特に志麻子を気に入っており、揉め事に巻き込まれると助け舟を出すことも屡ある。
島犬様
演 - 里見浩太朗
犬の化身の精霊。人の命を繋ぎ、司る守護神。雄父ケ山に生息している。人間の言葉を理解しているが、自身は犬の鳴き声で呼応する。
こわもて店長
演 - 田中要次
雄父ヶ島で漁師食堂を営んでいる。厳つい表情、声が大きい。
常連客1
演 - 緋田康人
漁師食堂の常連客。チンピラ紛いの服装で凄味を効かせる話し方をする。
常連客2
演 - 大倉孝二
漁師食堂の常連客。
島オスカー
演 - 川口ゆりな・工藤綾乃・田中珠里
宮大工の弟子
演 - 滝藤賢一
神社の宮大工。猿山源の弟子。
花崎忍
演 - 渡辺いっけい
志麻子の父。海で遭難し行方不明になったと言われていた。

## 映画
第3シリーズ放送終了後の2021年4月9日公開。